# 阿纳托利·亚历山德罗夫
阿纳托利·彼得罗维奇·亚历山德罗夫（俄语：Анатолий Петрович Александров，羅馬化：Anatoliy Petrovich Aleksandrov，1903年2月13日—1994年）是苏联/俄羅斯物理学家，苏共党员，三次获得社会主义劳动英雄称号。曾任库尔恰托夫研究所所长，苏联科学院院长（1975年–1986年）。 

## 生平
1903年2月13日生于俄罗斯帝国基輔省塔拉夏（现乌克兰境内）。1924年开始在基辅大学物理系学习。1930年毕业后进入基辅X射线医学研究所工作，其实验项目引起了約費的注意，被邀请到列宁格勒物理研究所工作。1933年，他开发出了耐磨合成橡胶，后被广泛应用于航空和火炮。在第二次世界大战期间，他与庫爾恰托夫合作研究舰船防磁雷系统，避免战舰受到德国磁性水雷的攻击。1943年加入苏联原子弹计划。
1953年10月23日当选苏联科学院院士，1975年11月25日起担任院长。1980年曾表示，苏联自己发展的快中子增殖堆会在15年后得到广泛应用。
1986年4月26日，苏联发生切尔诺贝利核事故。作为压力管式石墨慢化沸水反应炉的主要设计者，亚历山德罗夫拒绝承认是设计缺陷导致了灾难。在4月的政治局会议上，他和中型机械工业部部长叶菲姆·斯拉夫斯基表示：“（事故）没什么大不了的。之前也有工业反应堆发生过同样的情况，他们都解决了。为避免核辐射，就需要多喝水、吃东西和睡好觉。”
1986年10月16日，苏联科学院全体会议选举马尔丘克院士为新任院长，接替83岁高龄的亚历山德罗夫。
1994年2月3日因心搏停止在莫斯科去世，被埋葬在郊外的米京斯科埃公墓。

## 荣誉

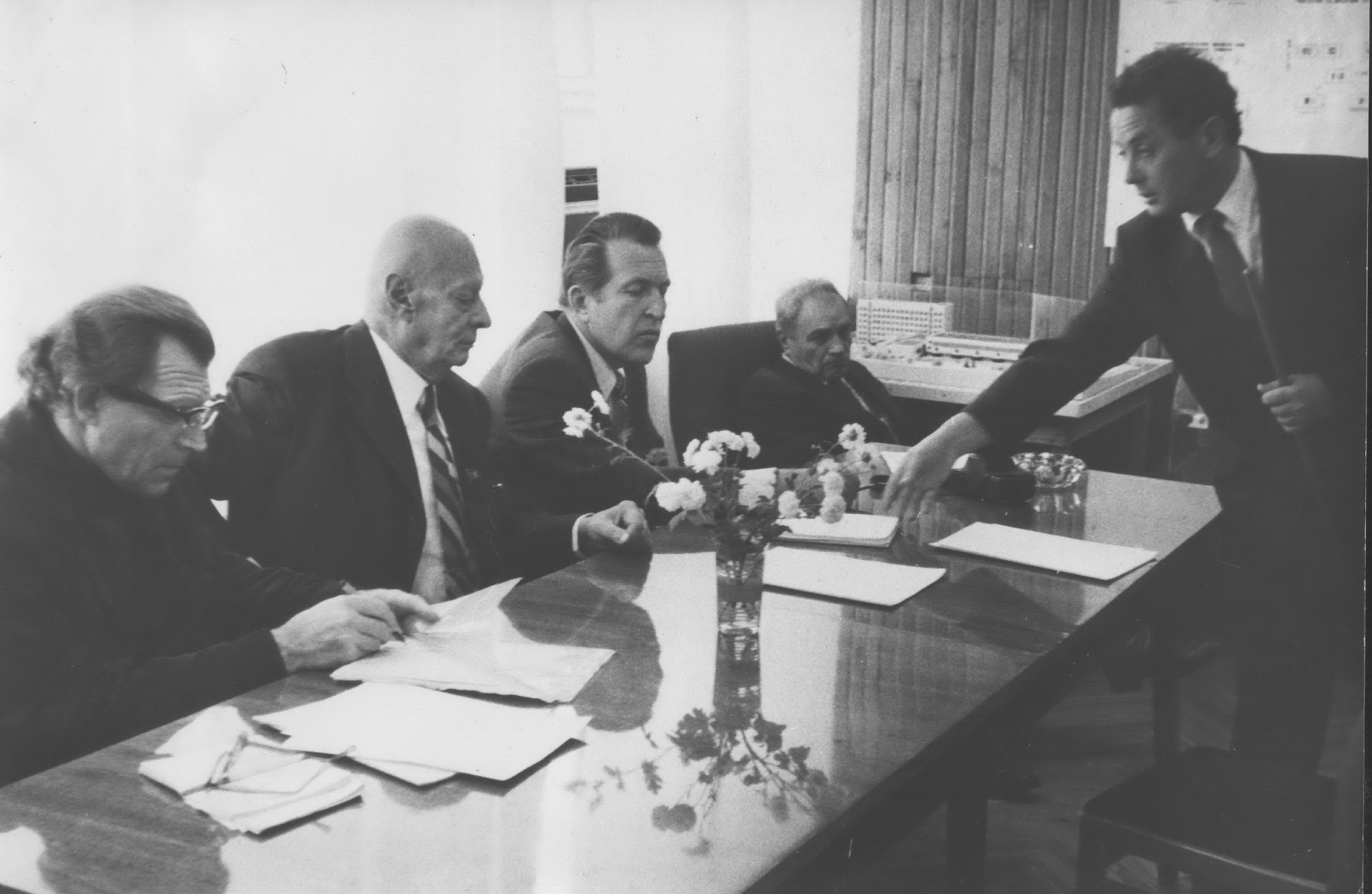
左数第二位为亚历山德罗夫院士

- 社会主义劳动英雄（1954年1月4日，1960年5月14日，1973年2月12日）
- 九次列寧勳章
- 十月革命勋章（1971年）
- 劳动红旗勋章（1945年）
- 保衛史達林格勒獎章（1945年）
- 保衛塞瓦斯托波爾獎章（1945年）
- 列宁奖（1959年）
- 四次斯大林奖（1942年，1949年，1951年，1953年）
- 苏联国家奖（1984年）
- 罗蒙诺索夫金质奖章（1978年）
- 蒙古蘇赫巴托勳章（1982年）[8]
- 北德文斯克荣誉市民（1983年）[9]
- 克里米亚天文台天文学家尼古拉·切爾尼赫于1978年8月31日发现的小行星2711以“亚历山德罗夫”命名[10]